# Gilbert de Gant, 1. Earl of Lincoln
Gilbert de Gant, (* um 1120 in Bridlington; † 1156) war ein englischer Adliger, der während des Anarchie genannten Thronfolgekriegs auf Seiten des Königs Stephen kämpfte. Er war Earl of Lincoln, Lord of Folkingham (Lincolnshire) und Hunmanby (Yorkshire). 

## Leben
Gilbert de Gant ist der Sohn von Walter de Gant († 1139) und Mathilde de Penthiévre, einer Tochter von Étienne I. de Penthièvre, Graf von Tréguier (Haus Rennes). Gilbert war somit ein angeheirateter Neffe von Alain de Bretagne, 1. Earl of Richmond, einem von König Stephens Militärkommandeuren. Sein leiblicher Onkel Robert von Gent war König Stephens Lordkanzler.
Bereits in jungen Jahren kämpfte Gilbert für den König in der Schlacht von Lincoln (1141), in der er – ebenso wie Stephen – in Gefangenschaft geriet. Er wurde gezwungen, Rohese de Clare zu heiraten, eine Tochter von Richard FitzGilbert de Clare und Adeliza de Meschines, und Nichte von Ranulph de Gernon, 2. Earl of Chester, einem der Sieger von Lincoln.
Um 1143 kämpfte er an der Seite Ranulphs gegen William le Gros, Earl of York (und Graf von Aumale), der sich der familieneigenen Bridlington Priory bemächtigt hatte und sie befestigen ließ. In den 1140er Jahren stand er zudem im Konflikt mit Henry de Lacy, Lord of Pontefract; während der Kämpfe beschädigte er Pontefract Priory so ernsthaft, dass er vorübergehend exkommuniziert wurde. Dieser Konflikt wurde wahrscheinlich dadurch ausgelöst, dass seine Schwester Alice das Land ihres Ehemanns Ilbert de Lacy nach dessen Tod zurückbehalten hatte.
Zwischen Oktober 1149 und 1150 machte König Stephan ihn zum Earl of Lincoln als Rivalen von William de Roumare, 1. Earl of Lincoln, der auf die Seite der Kaiserin Matilda gewechselt war, und wurde zum königlichen Konstabler ernannt. Diese Ernennung führte zum Konflikt mit dem anderen Earl of Lincoln, der von den Earls of Chester und York unterstützt wurde. In diesem Krieg wurde 1151 der einzige Sohn (und Erbe) Roumares getötet, gelangte Gilbert in den Besitz von Bytham Castle, das Wilhelm dem Dicken gehörte, und wurde seine Burg Hunmanby zerstört. Zwischen 1153 und 1154 scheint ihm der Titel eines Earl of Lincoln aberkannt worden zu sein, dennoch trug er weiterhin diesen Namen.
Er gründete um 1147 Rufford Abbey in Nottinghamshire, förderte darüber hinaus andere Abteien, darunter auch Rievaulx Abbey. Kurz vor seinem Tod trat er in Bridlington Priory ein, wo er auch bestattet wurde. Seine Witwe heiratete in zweiter Ehe (wohl zwischen 1157 und 1163) Robert FitzRobert, Dapifer
Sein Erbe trat seine minderjährige Tochter aus seiner Ehe mit Rohese an, Alice de Gand († 1185), die Simon III. de Senlis, Earl of Huntingdon und Earl of Northampton heiratete.